# 图勒凯尔姆省
图勒凯尔姆省是巴勒斯坦国西岸十一省之一，位于西岸地区西北部。面积246平方公里，人口134,110。首府图勒凯尔姆，人口33,949。